# VdB 141
Pour les articles homonymes, voir Nébuleuse (homonymie) et Fantôme (homonymie).
Ne doit pas être confondu avec Nébuleuse du Petit Fantôme ou Nébuleuse de la Tête de fantôme ou Le Fantôme de Cassiopée
Sh2-136 ou VdB 141 ou CB 230 ou L1177 ou nébuleuse du Fantôme ou les fantômes de Céphée est une nébuleuse par réflexion conjointe à une nébuleuse en émission, d'environ 2 années-lumière (al) de diamètre, visible à environ 1 470 al de la Terre, dans le complexe de Céphée de la constellation de Céphée du bras de Persée de la Voie lactée.

## Observation
Cette nébuleuse (constituée de deux formes fantomatiques) est située dans la partie ouest de la constellation, à environ un degré à l'est de la célèbre nébuleuse de l'Iris (NGC 7023). La période la plus appropriée pour son observation dans le ciel du soir tombe entre les mois de juillet et décembre et elle est considérablement facilitée pour les observateurs situés dans les régions de l'hémisphère boréal, où elle se produit circumpolaire jusqu'aux régions tempérées chaudes.

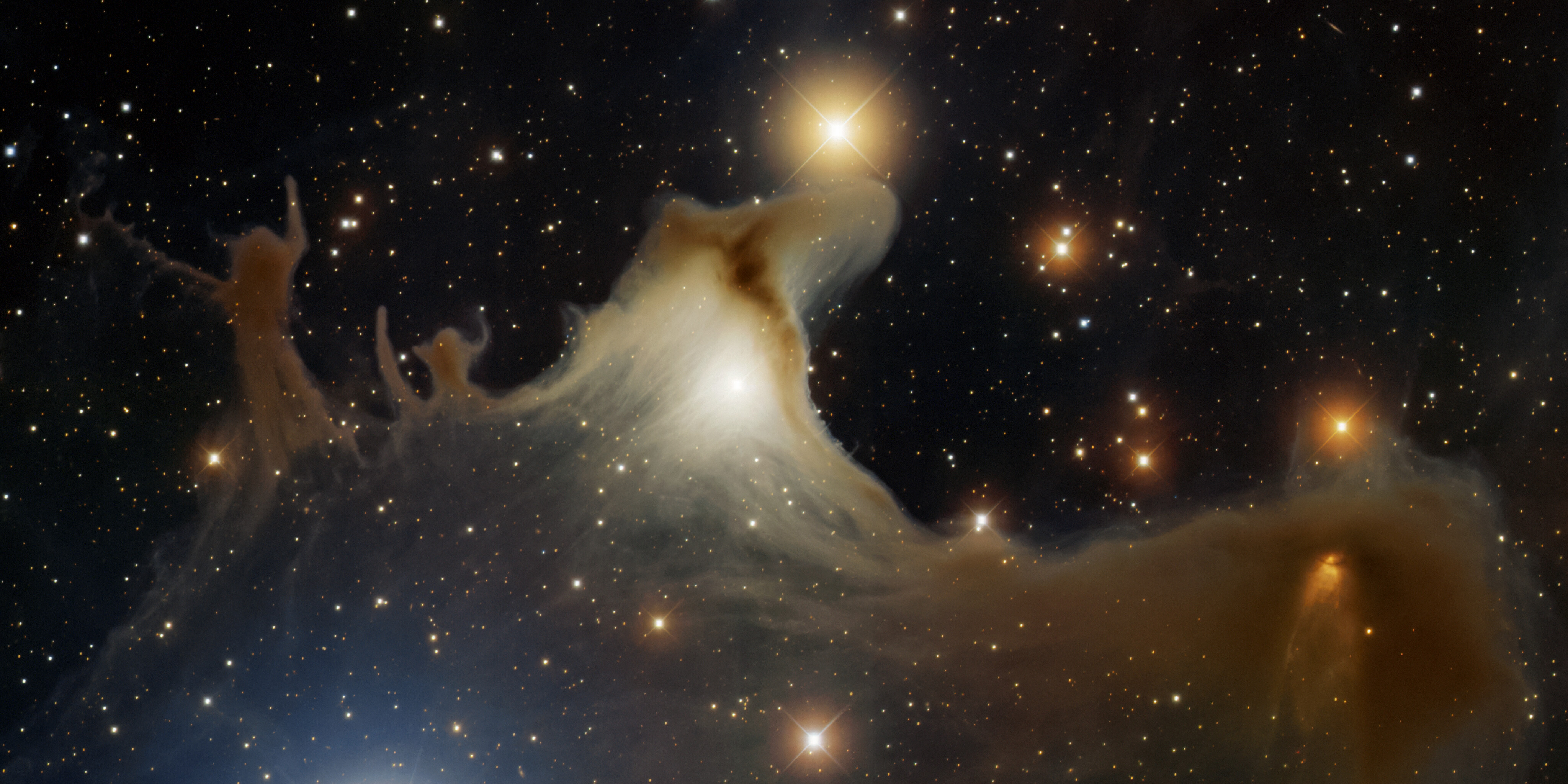
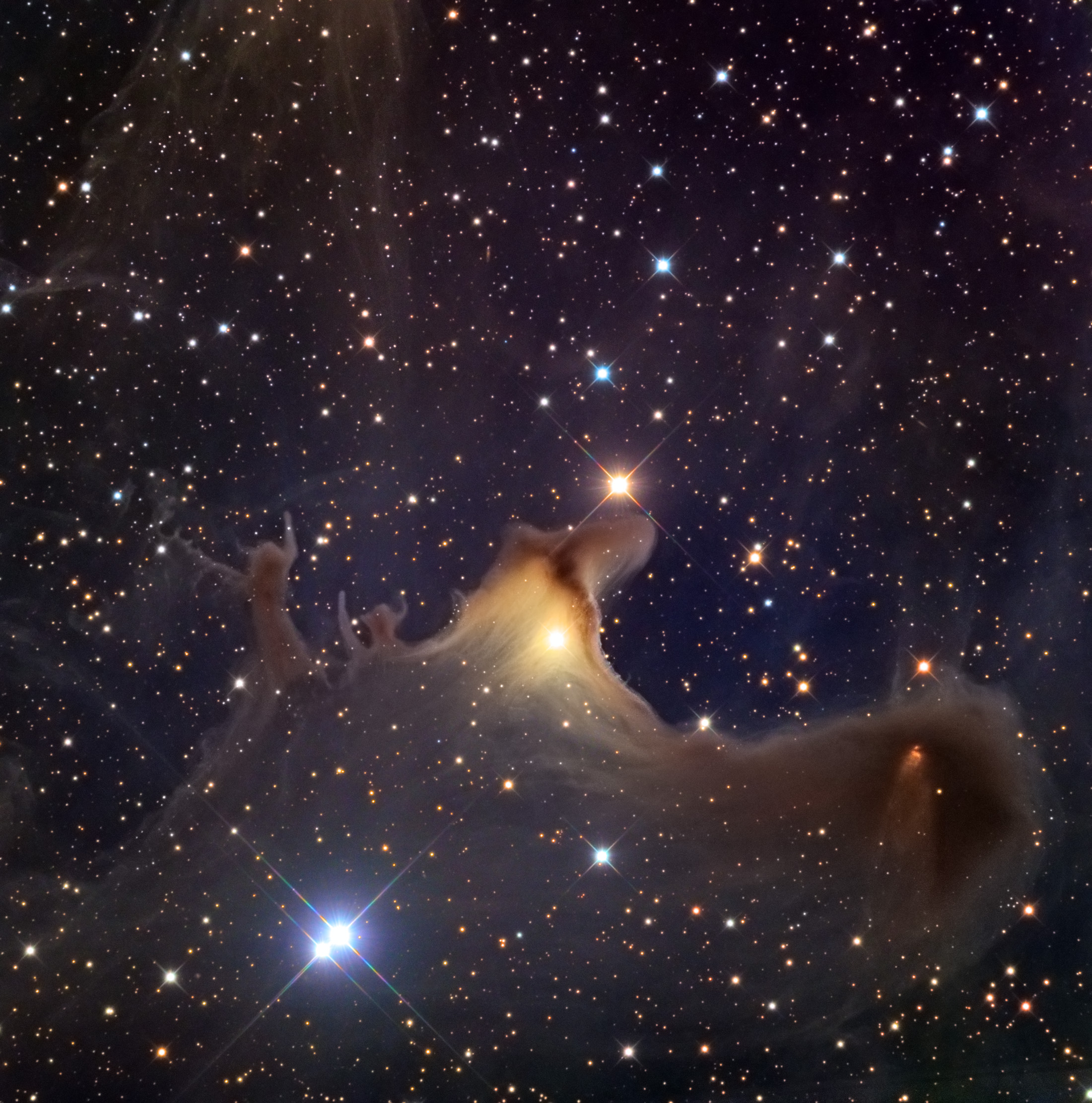
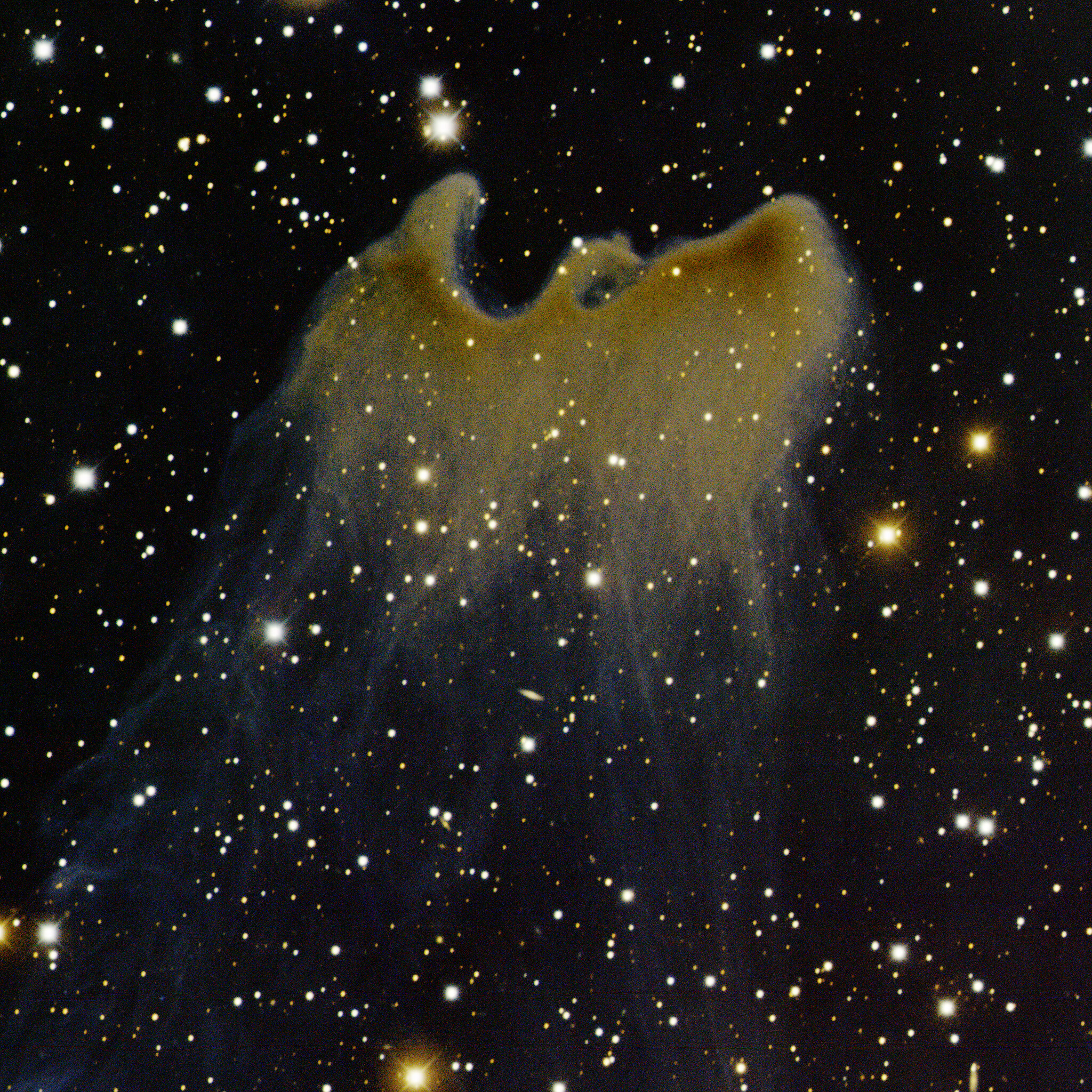

## Histoire
Cette nébuleuse est un globule de Bok isolé (CB230), situé dans le grand système de nébuleuses obscures qui masque la lumière de la Voie lactée en direction de la constellation de Céphée. Sa distance est égale à environ 450 pc (∼1 470 al). Le corps central est connu sous l'acronyme CB 230. Il héberge la source de rayonnement infrarouge IRAS 21169+6804, associée à un jeune objet stellaire situé au centre d'un jet bipolaire. Avec une source proche visible dans le proche infrarouge, ils forment une paire de protoétoiles qui pourraient former un système binaire. Le jet est orienté nord-sud et a une longueur totale d'environ 0,06 années-lumière. La seconde forme fantomatique plus petite en arrière haut du plan fait également partie de la même nébuleuse, d'où son surnom « des fantômes de Céphée » (The Ghosts of Cepheus, en anglais),,.